# Protea scabriuscula
Protea scabriuscula är en tvåhjärtbladig växtart som beskrevs av Edwin Percy Phillips. Protea scabriuscula ingår i släktet Protea och familjen Proteaceae. Inga underarter finns listade i Catalogue of Life.